# Relacionamento queerplatônico
Relacionamentos queerplatônicos ou quasiplatônicos são um tipo de relação social descrito como mais intenso e íntimo do que uma simples amizade. Caracteriza-se por um forte vínculo, amor e comprometimento emocional, mas não é percebido pelos envolvidos como "romântico".
Os níveis de intimidade e/ou comportamentos entre os parceiros envolvidos muitas vezes não se enquadram nos padrões convencionais estabelecidos pela sociedade. Alguns QPRs podem incluir sexo e elementos que geralmente são considerados românticos. Na prática, todo RQP é diferente. Um individuo não precisa se identificar como queer para estarem em uma QPR, RQPs pode englobar pessoas de qualquer identidade sexual ou romântica ou gênero. O conceito se origina nos espaços assexuais e arromânticos da comunidade LGBT.
QPR é um relacionamento que não obedece às regras tradicionais heteronormativas e hierarquias amatonormativas. Ele dobra e muda as regras do que a cultura ocidental entende como um relacionamento monogâmico ou comprometido porque é diferente do que as pessoas geralmente consideram ser socialmente aceitável para um relacionamento platônico. Envolve muito mais do que apenas amizade ou romance. Os QPRs promovem profunda intimidade mútua e confiança entre parceiros com um nível de proximidade emocional e lealdade geralmente encontrado em um relacionamento romântico.
Parceiros queerplatônicos podem ser chamados de zucchini e uma paixão queerplatônica é um plush/squash (derivado de squish). Amasiamento e arrobamiento são palavras mais conhecidas na iberofonia.

## História

### Amizade romântica
Amizade romântica é um termo cunhado no século XIX para descrever um tipo de amizade emocionalmente intensa, geralmente não-sexual em diferentes civilizações, comumente entre membros do mesmo sexo (feminino). Tais amizades ofereciam apoio emocional e companheirismo em uma sociedade onde as mulheres tinham poucas liberdades. No início do século XX, as mulheres tinham acesso ao ensino superior de qualidade, o que permitia oportunidades mais amplas. Uma cultura de amizade romântica foi fomentada nas faculdades femininas. As alunas mais velhas orientavam as mais novas, convidavam-nas socialmente, levavam-nas a bailes só para mulheres. Outros gestos, incluindo enviar flores, cartões e poemas um ao outro, que declaravam seu amor eterno um pelo outro.

### Tempos modernos
Um estudo em 2007 discutiu relacionamentos queerplatônicos sem usar o termo queerplatônico. Ele explorou "amizades não sexuais e apaixonadas" entre mulheres. Quatorze mulheres responderam às perguntas abertas da entrevista, incluindo duas mulheres que mantinham uma "amizade apaixonada" há 17 anos. Outra mulher descreveu seus 26 anos de amizade com uma mulher. Uma resposta incluiu mulheres que realizaram uma cerimônia de casamento não oficial para compartilhar a profundidade de seu compromisso um com o outro na frente da família e amigos. As mulheres acharam essas amizades apaixonadas "únicas, significativas e comprometidas". Os "temas semelhantes aos relacionamentos íntimos 'tradicionais' vivenciados, como crescimento emocional e desenvolvimento de identidade fomentados por amizade, ciúmes, rompimentos.
A terminologia em torno dos relacionamentos queerplatônicos foi documentada pela primeira vez em 2010 em um tópico online chamado Kaz's Scribblings.
Quando 2011 chegou, S.E criou um post no Tumblr para apresentar o termo. Foi cunhado para "relações que não são sexuais, românticas e nem amizades mas que desempenham um papel importante em sua vida". Eles insistiram que queerplatônico é um termo que "abrange muitos tipos diferentes de relacionamento, em vez de ser rígido; é fluido!". Ou seja, uma relação quasiplatônica não é formada por regras, mas sim por como os participantes se relacionam e se definem.
Descreveu uma forma de conexão com alguém que estava fora das caixas de amizade e/ou romance. Na primavera de 2014, a expressão relacionamentos quasiplatônicos foi cunhada para pessoas que se sentiam desconfortáveis em usar a palavra queer e logo ganhou popularidade entre os usuários online.